# ميديا بارت
ميديا بارت (الفرنسية: Mediapart) جريدة إلكترونية فرنسية تأسست في سنة 2008، أسسها ويترأس تحريرها إيدوي بلينيل رئيس التحرير السابق لجريدة لوموند.
يأتي دخل الجريدة بالكامل من رسوم الاشتراكات، ولا يحمل موقعها أية دعاية. حققت «ميديا بارت» أرباحاً لأول مرة في سنة 2011، وبلغت الأرباح نصف مليون يورو مما يقارب 60 ألف مشترك.
يتألف «ميديا بارت» من باحتين رئيسيتين: الجريدة نفسها (Le journal) ويديرها صحفيون محترفون، والنادي (Le club)، وهو منتدى تعاوني يحرره مجتمع المشتركين. وفي سنة 2011 أطلقت «ميديا بارت» مشروع فرينتش ليكس (FrenchLeaks)، تيمناً بمشروع ويكيليكس.
لعبت «ميديا بارت» دوراً أساسياً في الكشف والتحقيق حول موضوع بيتنكور، وخلال الحملة الانتخابية في فرنسا نشرت وثيقة تشير إلى حصول اتفاق بين سلطة القذافي في ليبيا ونيكولا ساركوزي لتمويل حملته الانتخابية خلال الانتخابات الرئاسية الماضية بمبلغ يصل إلى 50 مليون يورو.

## وصلات خارجية
- الموقع الرسمي